# Doryctobracon anastrephilus
Doryctobracon anastrephilus är en stekelart som först beskrevs av Marsh 1970.  Doryctobracon anastrephilus ingår i släktet Doryctobracon och familjen bracksteklar. Inga underarter finns listade i Catalogue of Life.